# 地球免疫説
地球免疫説（ちきゅうめんえきせつ、earth immune system）はガイア理論に属する説。地球は環境が変化、破壊すると生物の免疫のように環境を修復する（とみることができる）現象が起こるという概念をいう。安田喜憲は森里海の物質の循環を地球の免疫系と呼び、リチャード・プレストンはエイズや地震、エボラ出血熱、マルクス・ガブリエルはウイルスを生態系の破壊に対する地球の免疫反応だと考えている。一方で、人類が方法論を転換することである種の地球の免疫システムの機能を果たし得るという意見もあり、今のところ、これにあたるものが実在するのかは不明である。